# André Valente
André Valente (Portugiesisch für: André Mutig) ist ein Filmdrama der portugiesischen Filmregisseurin Catarina Ruivo aus dem Jahr 2004.

## Handlung
Es geht auf Weihnachten zu und der kleine André wünscht sich nichts sehnlicher, als dass sein Vater rechtzeitig zum Fest nach Hause kommt, mit Geschenken, und ohne sich mit seiner Mutter zu streiten.
Sein Vater arbeitet auf wechselnden Baustellen und kommt manchmal tagelang nicht nach Hause, ohne ein Lebenseichen, obwohl er ganz offensichtlich seinen Sohn und auch seine Frau liebt. Eines Tages verschwindet er ganz. André bleibt die Mutter, die ihn liebt, die aber in ihrer alltäglichen Anspannung und inneren Leere nicht immer nur vertraute Momente der Nähe mit ihm teilt, sondern auch oft streitet, allgemein überfordert, aber auch von Schuldgefühlen geplagt oder sich Anschuldigungen Andrés erwehrend. Als sie in ihrer Einsamkeit schließlich ein Verhältnis mit ihrem Arbeitskollegen Victor beginnt, verschlechtert dies ihre Beziehung, und sie haben immer seltener unbelastete vertraute Momente.
Mit seiner Schulfreundin Susana teilt André Geheimnisse, und sie hält auch zu ihm, wenn er in der Schule gehänselt und angegangen wird. Ihre Freundschaft bietet André einige seiner wenigen ausgelassenen und vertrauten Momente. Dann zieht Susana mit ihrer Familie weg.
Andrés Mutter, des ständigen sinnlosen Wartens auf den entschwundenen Mann und des alltäglichen Überlebenskampfes satt, wird emotional immer unstabiler, seit ihr Verhältnis mit Victor unschön zu Ende gegangen ist. Eines Tages nimmt sie eine Überdosis Tabletten. Als André sie bewusstlos vorfindet, hilft ihnen Nicolai, der geheimnisvolle osteuropäische Nachbar, der ihm vorher schon mal gegen einen aggressiven Mitschüler half.
Nachdem Nicolai ihn erneut vor den Angriffen des Mitschülers bewahrt, besorgt sich André Schlittschuhe und geht in die Eishalle, in die er Nicolai häufig Eiskunstlauf trainieren sieht. Dann wird Nicolai zusammengeschlagen, als seine beiden Mitbewohner von mafiösen Schlägern aufgesucht werden, und André lässt ihn in die Wohnung. Sie freunden sich nun weiter an, und André sucht immer häufiger die Nähe Nicolais, der langsam zu einer Art Vaterfigur für ihn wird. Nicolai ist mit eigenen Problemen beschäftigt und kann nicht so auf André eingehen, wie dieser es gerne hätte. Dennoch nähern sich die beiden einsamen Seelen weiter an.
Als ein gleichaltriges Mädchen in das Mietshaus zieht und André einlädt, und er zeitgleich eine Postkarte seines Vaters aus Bahrain erhält, erlebt er einen Moment des Glücks. Doch dann sagt ihm Nicolai, dass er weg geht. Nicolai winkt ihm zum Abschied von der Straße, und André kriecht zu seiner Mutter ins Bett.

## Produktion und Rezeption
Der Film wurde im Jahr 2003 von der portugiesischen Produktionsgesellschaft Clap Filmes hergestellt, mit finanzieller Beteiligung der portugiesischen Filmförderung ICAM (heute ICA) und des öffentlich-rechtlichen Fernsehens RTP.
André Valente feierte seine Premiere am 8. August 2004 beim Locarno Film Festival, wo er für einen Goldenen Leoparden nominiert war und mit dem Don-Quixote-Preis des internationalen Filmklubverbands ausgezeichnet wurde. Er lief danach auf weiteren internationalen Filmfestivals. In die Kinos kam er am 16. September 2004 in Portugal (nach einer Vorpremiere am 14. September 2004 im Lissabonner Cinema Monumental), am 10. Dezember 2004 in Brasilien und am 26. Januar 2005 in Frankreich.
Bei den portugiesischen Medienpreisen Globo de Ouro war der Film 2005 in mehreren Kategorien nominiert.
Die Filmkritik nahm den Film positiv auf. Besonders gelobt wurden die Schauspielleistungen, darunter die des kleinen Leonardo als berührende Titelfigur, die Rita Durãos als Andrés verzweifelt um Stabilität kämpfende Mutter und die des russischen Einwanderers Dmitry Bogomolov, der hier mit seiner überzeugenden Darstellung des Nicolai überraschte und als neue Bereicherung des portugiesischen Films gesehen wurde. Auch die gedrückte Stimmung des winterlichen Films, in dem André wie auch die anderen Hauptfiguren vergeblich auf der Suche nach menschlicher Wärme und Geborgenheit sind, wurde hier als gut eingefangen bewertet.
André Valente erschien 2005 bei ZON Audiovisuais als DVD